# Orellana la Vieja (kommun)
Orellana la Vieja är en kommun i Spanien.   Den ligger i provinsen Provincia de Badajoz och regionen Extremadura, i den centrala delen av landet, 220 km sydväst om huvudstaden Madrid. Antalet invånare är 2 939.